# Route nationale 352
Die Route nationale 352, kurz N 352 oder RN 352, war eine französische Nationalstraße.
Die Straße wurde 1933 das erste Mal als um Lille verlaufende Ringstraße festgelegt. Abschnittsweise war sie dabei von anderen Nationalstraßen unterbrochen. 1973 erfolgte die Abstufung der Straße bis auf den Abschnitt zwischen Bondues und Pérenchies, der nach und nach als Nationalstraße 354 gewidmet wurde, da die Nummer für eine in dem Bereich parallel neu erstellte Schnellstraße verwendet wurde. Diese zwischen der Autobahnen A22 und A25 Lille nördlich und westlich umlaufende Straße wird seit 2006 als Départementsstraße 652 gekennzeichnet.